# Swertia perennis
Swertia perennis är en gentianaväxtart som beskrevs av Carl von Linné. Swertia perennis ingår i släktet Swertia och familjen gentianaväxter.

## Underarter
Arten delas in i följande underarter:
- S. p. alpestris
- S. p. cuspidata
- S. p. perennis
- S. p. stenopetala